# Гвен Шотвелл
Гвен Шотвелл (англ. Gwynne Shotwell), при народженні Ровлі (нар. 23 листопада 1963, Лібертівіль, США) — американський підприємець й інженер. Президент і головний виконавчий директор компанії «SpaceX», американської авіакосмічної корпорації, яка надає послуги із доставки корисних вантажів у космос як уряду США, так і комерційним замовникам. Станом на 2017 рік Шотвелл займала 70 позицію серед найвпливовіших жінок у світі за версією журналу «Forbes».

## Життєвий шлях
Гвен Ровлі народилася у Лібертівілі, штат Іллінойс. Отримала з відзнакою дипломи бакалавра і магістра з машинобудування і прикладної математики у Північно-Західному університеті.

## Професійна кар'єра
Спочатку планувала працювати у автомобільній промисловості й зареєструвалася на програму навчання з менеджменту в корпорації «Крайслер». Проте хотіла посади, яка була б ближчою до власне інженерної справи, й крім того, не бажала залишатися в автомобілебудуванні.
У 1988 році вона почала працювати у дослідницькому центрі у Ель-Сегундо компанії «The Aerospace Corporation» і виконувати технічну роботу за військовими науково-дослідними контрактами. Протягом десятирічного строку роботи працювала над термічним аналізом елементів конструкцій і «написала з десяток статей на різні теми, зокрема щодо концептуального дизайну малих космічних апаратів, моделювання цифрових образів цілей, інтеграції космічних човників та операційних ризиків апаратів із повторним використанням».
Прагнучи «будувати і збирати космічні кораблі», вона у 1998 році залишила «Aerospace Corporation», щоб стати «директоркою підрозділу космічних систем у „Microcosm Inc“, малобюджетній компанії з будівництва ракет у Ель-Сегундо».
У 2002 році Гвен (натоді під прізвищем Гуревич (англ. Gurevich, після першого шлюбу)), перейшла на роботу до «SpaceX». Це був рік заснування компанії, і вона зайняла посаду віцепрезидента з просування бізнесу. Підписала контракти на запуск близько 70 ракет «Falcon» на суму близько 10 млрд. доларів. Станом на 2017 рік була президентом і головною виконавчою директоркою «SpaceX», відповідальною за поточні операції і менеджмент усіх зв'язків із клієнтами та стратегію розвитку компанії.
На початку 2019 року «SpaceX» планувала звільнити 10 % своїх працівників, щоб стати компактнішою. На той час в компанії працювало близько 6 тисяч людей. Шотвелл зазначила, що для того, «щоб продовжити постачання для наших клієнтів і досягти успіху в розробці міжпланетних космічних апаратів і глобального космічного інтернету, „SpaceX“ повинна стати більш компактною компанією». Шотвелл наголосила на необхідності рішення, яке водночас було дуже важким для компанії.
Коментуючи підготовку до виведення космонавтів НАСА на орбіту в травні 2020 року, Шотвелл підтвердила, що «SpaceX» «тісно співпрацює з НАСА з 2006 року», оскільки відправлення людей у космос є основною місією компанії Ілона Маска. У кінцевому результаті, 30 травня о 22:22 (за Києвом) компанія Ілона Маска «SpaceX» у співпраці з НАСА з другої спроби запустила на Міжнародну космічну станцію пілотований космічний апарат «Crew Dragon» з 2 астронавтами на борту.
Шотвелл бере участь у різноманітних програмах із розвитку освіти у напрямку науки, технології та математики, зокрема у керуванні освітнім змаганням учнів імені Френка Дж. Редда. За її керівництва комітету змагання вдалося зібрати за допомогою спонсорів понад 350 000 доларів винагороди для переможців протягом 6 років.

## Публічна діяльність
У червні 2013 року Шотвелл виступила на TED-конференції «TEDx Talk at TEDxChapmanU», наголошуючи на важливості науки, технології, інженерії, математики (STEM).
У 2018 році на TED-конференції Шотвелл дала інтерв'ю Крісу Андерсону щодо майбутніх планів компанії «SpaceX».

## Відзнаки і нагороди
- 2012: Зала слави Women in Technology International[17]
- 2017: Satellite Executive of the Year 2017[18]
- 2018: за версією журналу «Forbes» — в рейтингу найвпливовіших 50 жінок в технологічній сфері.[19]
- 2020: за версією видання «Таймс» входить у рейтинг 100 найвпливовіших людей світу[20]